# Mafia II
Mafia II (oder Mafia 2) ist ein Videospiel und der Nachfolger von Mafia. Im Vergleich zum Vorgänger enthält es eine neue Grafik-Engine, neue Charaktere und eine neue Zeitspanne. Das Spiel ist am 27. August 2010 für Windows und die Konsolen Xbox 360 und PlayStation 3 erschienen. Der Director’s Cut für macOS wurde von Feral Interactive am 1. Dezember 2011 veröffentlicht. Für das Skript konnte erneut Daniel Vávra gewonnen werden, der bereits für die Handlung im Vorgängerspiel verantwortlich war. Am 19. Mai 2020 wurde mit Mafia II: Definitive Edition eine Remaster-Version des Spiels für PC, PlayStation 4 und Xbox One veröffentlicht.

## Handlung
Die Handlung des zweiten Teils knüpft nicht an die des Vorgängers an. Somit ist Mafia II eigentlich keine direkte Fortsetzung von Mafia, jedoch gibt es eine Handlungsüberschneidung, da Vito mit seinem besten Freund Joe Thomas Angelo, den Protagonisten aus Mafia, eliminieren muss.
Das Spiel, angesiedelt in den 1940er und 1950er Jahren, beginnt kurz vor dem Ende des Zweiten Weltkrieges in der fiktiven Stadt Empire Bay in den USA. Der junge Vito tritt in die US Army ein, um nach einem Juwelenraub nicht ins Gefängnis zu müssen. Bei einem Einsatz in Sizilien bekommt er es das erste Mal mit der Cosa Nostra, der sizilianischen Mafia, zu tun: Der ortsansässige Mafiaboss bringt die Faschisten dazu, sich den US-Amerikanern zu ergeben. Als er aufgrund einer Verletzung Heimaturlaub bekommt, hilft ihm sein alter Freund Joe, der Kontakte zur Unterwelt unterhält, von seinem Dienst in der US-Army freigestellt zu werden. Vito erfährt, dass sein toter Vater hohe Geldschulden hinterlassen hat. Um seine Schwester vor Kredithaien zu schützen, beginnt er, zusammen mit Joe kleine Aufträge auszuführen, um an Geld zu kommen.
Die beiden geraten an die Mafiafamilie Clemente und werden in die Auseinandersetzung mit den Familien Vinci und Falcone hineingezogen. Sie lernen Henry Tomasino kennen, der ihnen nun Aufträge erteilt und mit ihnen zusammenarbeitet. Vito verkauft gestohlene Wertmarken an mehrere Tankstellen und muss mit Joe schließlich auch einen Job in einem Einkaufszentrum erledigen, wobei sie mit irischen Verbrechern aneinandergeraten. Nachdem sie sich bewiesen haben, erteilt Luca Garino, ein weiteres Mitglied der Clemente-Familie, ihnen den ersten Mordauftrag: Sie sollen Henry dabei helfen, einen Mann auszuschalten, der bei seiner kriminellen Tätigkeit ins Revier der Familie eindringt und bereits zwei Mitglieder, die ihn erledigen sollten, getötet hat. Sie töten den Mann und seine Bodyguards, allerdings wird Henry dabei von dem Mann durch einen Schuss ins Bein schwer verletzt, worauf Vito und Joe ihn unter Zeitdruck zu dem Arzt El Greco bringen, der schon mehrere Mafiosi geheilt hat. Vito gibt das Geld, das er für den Auftrag bekommt, seiner Schwester Francesca, damit die Schulden ihres Vaters bezahlt werden können. Nach einem Verrat infolge des Verkaufs der Benzinmarken kommt Vito dafür ins Gefängnis und lernt dort Leone Galante kennen, der ihn nach verkürzter Zeit herausholen kann und ihn in die Falcone-Familie einführt. Dort arbeiten sich Vito und Joe hoch, bis sie als vollwertige Mitglieder in die Familie aufgenommen werden. Bei einem Auftrag, wobei Vito Henrys von diesem gewollte Aufnahme in die Falcone-Familie einfädeln will, soll Vito Leone, der der Berater und Freund des Oberhaupts der Vinci-Familie ist, töten. Vito weigert sich aber, weil Leone im Knast für ihn eine große Hilfe und wie ein Vater war. Deshalb wird Henry mit dem Mord beauftragt, um aufgenommen zu werden. Vito kann Leone jedoch heimlich rechtzeitig warnen, worauf sie sich verstecken, dann aber von Henry gefunden werden. Leone schließt daraufhin mit Henry einen Deal ab: Er wird verschont und muss dafür die Stadt verlassen, damit sein Überleben nicht auffliegt. So geschieht es auch. Vito und Joe werden als Mafiosi erfolgreich. Das neue schöne Leben von Vito endet abrupt, als ein Mitglied einer irischen Gang sein Haus anzündet, weil er im Gefängnis deren Boss Brian O’Neil getötet hat.
Ohne Geld und Wohnung beschließen Vito und Joe, zusammen mit Henry Tomasino (mittlerweile auch Falcone-Mitglied), auf eigene Faust Geld zu verdienen. Sie leihen sich eine hohe Geldsumme bei Bruno Levine, womit sie Drogen bei den chinesischen Triaden erwerben, um sie weiterzuverkaufen, was aber letztlich in einer Schießerei mit falschen Polizisten, die die Drogen „beschlagnahmen“ wollen, endet. Henry wird Tags darauf von Mitgliedern der Triaden umgebracht. Vito und Joe werden Zeugen dieser Bluttat, töten die Täter und wollen Rache, weshalb sie den Triaden-Boss Wong, der ihnen die Drogen verkauft hatte, bis zum Haus der Triaden verfolgen. Dort will Vito besonnen vorgehen, da sie nur zu zweit sind, doch Joe erschießt ohne zu zögern den Türsteher, und so kommt es zu einer großen Schießerei. Beide kämpfen sich bis zu Wong vor. Als Joe ihm eine Pistole an den Kopf hält, erzählt er den beiden, dass Henry als Informant für die Bundespolizei (vermutlich das FBI) gearbeitet haben soll. Beide können das nicht glauben. Joe erschießt ihn kurzerhand. Es beginnt ein Krieg der Triaden gegen die Mafia, und die Behörden greifen auch ein. Um sich zu retten, schließt Vito mit Leone Galante, der zurück in der Stadt und wütend über das mit Henry ist und Vito sogar dessen Tod androht, und einem Anführer der Triaden den Deal ab, den Mafiaboss Falcone umzubringen, welcher sich zusammen mit Joe in einem Observatorium aufhält. Falcone verlangt von Joe, Vito zu töten. Der schätzt jedoch die Freundschaft höher ein und unterstützt Vito bei seinem Auftrag. Nach dem harten Kampf freuen sich beide, die Situation bereinigt zu haben. Joe und Vito werden vor dem Observatorium von Leo Galantes Männern in zwei unterschiedliche Fahrzeuge gebeten. Das Spiel endet damit, dass das Auto mit Joe abbiegt, während das Auto mit Vito und Leo weiter geradeaus fährt. Joe soll offenbar getötet werden. Leo weist den entsetzten Vito darauf hin, dass „die Sache ohne Joe läuft“.

### Charaktere
Der Protagonist des Spiels ist der ehemalige Soldat Vittorio Scaletta, genannt Vito, der in den Zweiten Weltkrieg zog, um einer Gefängnisstrafe nach einem fehlgeschlagenen Juwelierraub zu entgehen. Er arbeitet zusammen mit Joe Barbaro und Henry Tomasino für den Mafiaboss Falcone, der ein Bistro an der Eastside besitzt. Gemeinsam mit Eddie ziehen Vito und Joe los, um Aufträge für die Familie zu erledigen. Ein erster Auftraggeber Vitos ist der Mechaniker Mike „Mikey“ Brusky, welcher ihn als Autodieb anheuert.

## Spielprinzip
Vito verfügt im Spiel über Geld, mit dem er sich neue Kleidung oder Waffen kaufen, das Fahrzeug tanken oder Essen gehen kann. Das Gerücht, dass gegessen werden muss, um zu überleben, wurde dementiert – ebenso gibt es keine Fitnessstudios in Empire Bay. Nahrung dient lediglich dazu, verloren gegangene Lebensenergie wiederherzustellen. Um an Geld zu kommen, kann der Spieler Läden ausrauben, Autos bei Mike Brusky verschrotten oder seltene Wagen am Hafen verkaufen. All diese Handlungen sind für den eigentlichen Fortschritt im Spiel aber nicht notwendig.
Drei unterschiedliche Familien beherrschen die Unterwelt Empire Bays: die Clemente, die Vinci und die Falcone.
Die Stadt besteht aus 19 Bezirken: Sand Island, Hunters Point, Greenfield, Kingston, Dipton, Riverside, Highbrooke, Hillwood, Uptown, Little Italy, Westside, Eastside, Chinatown, Midtown, Southport, Port, Oyster Bay, South Millville, North Millville. Die Stadtgröße umfasst ca. 20 km².

### Fahrzeuge
Bei den zur Verfügung stehenden Fahrzeugen handelt es sich um Originalmodelle, die unter den bereits aus Mafia bekannten fiktiven Markennamen (wie zum Beispiel Lassiter für Cadillac oder Smith für Ford, war im Vorgänger Bolt) durch die Straßen von Empire Bay gelenkt werden können. Die knapp 50 unterschiedlichen Autos werden dabei mit der Zeit dreckig und können gewaschen werden. Außerdem müssen sie regelmäßig betankt werden, um einen Stillstand des Fahrzeugs zu verhindern. Ein realistisches Schadensmodell mit Dellen, Kratzern und zersplitterten Scheiben und verschiedenfarbige Modelle gibt es ebenso. Wird der Benzintank getroffen, kann ein Auto unter Umständen explodieren. An den Fahrzeugen können Nummernschilder, Farbe und Reifen gewechselt werden. Außerdem können Fahrzeuge des Weiteren bis zu drei Stufen getunt werden und werden somit schneller. Das Stehlen von Autos ist außerdem anders gelöst, als dies im ersten Spiel der Fall war (ein Minispiel, bei dem man Stifte im Schloss in die richtige Position bringen muss). Dafür kann der Spieler bereits von Beginn an auf alle Autos zugreifen. Neben Autos und Lastwagen sind auch Busse in der Stadt unterwegs. Defekte Autos, die nicht mehr fahrtüchtig sind, können von der jeweiligen Spielfigur (Vito, Joe oder Jimmy) notdürftig an der Motorhaube geflickt werden. In der Stadt gibt es auch eine Bahn, die der Spieler aber nicht benutzen kann.

### Waffen
Auf den ersten Screenshots zum Spiel sowie in den verschiedenen Trailern ist bereits eine Vielzahl von Waffen zu erkennen. Hier eine Liste der bekannten Waffen: Colt M1911, S&W Modell 19, Mauser C96, Thompson 1928, Thompson M1A1, Beretta Model 38A, M1 Garand, Karabiner 98k, Remington 870 Field Gun, MG 42, MP 40, M3 Grease Gun, Handgranaten und Molotowcocktail.

## Entwicklungs- und Veröffentlichungsgeschichte
Zehn Tage nach der offiziellen Ankündigung veröffentlichte der Publisher 2K Games auf der offiziellen Website von Mafia II den ersten Trailer des Spiels. In dem 1:36 Minuten langen Video werden erste Eindrücke der Spielumgebung und der neuen Charaktere geboten. Zusätzlich dazu wurden auch Bilder und Wallpaper veröffentlicht, die weitere Eindrücke bieten. Ein neuer Trailer wurde in den USA am 15. Dezember 2008 im Rahmen der Spike Video Game Awards 2008 ausgestrahlt. IGN veröffentlichte am 28. Mai 2009 einen exklusiven E3 Trailer. Das Video zeigt die Mission The Buzzsaw.

### Deutsche Synchronisation
Bereits im ersten Teil trug die deutsche Synchronisation sehr zur Atmosphäre des Spieles bei. So wurde z. B. der dem Schauspieler Joe Pesci (GoodFellas – Drei Jahrzehnte in der Mafia) nachempfundene Charakter Paulie von Pescis deutscher Stimme Mogens von Gadow gesprochen.
In den veröffentlichten deutschen Trailern zu Mafia II waren bereits Thomas Danneberg (spricht u. a. John Travolta, Arnold Schwarzenegger) als der Mafiaboss DeLuca, David Nathan (Johnny Depp, Christian Bale) als Henry sowie Tobias Meister (Brad Pitt, Sean Penn) als Joe zu hören.
Die fertige Synchronfassung des Spieles wurde nicht wie die Trailer in Berlin aufgenommen, sondern bei Coda Entertainment GmbH & Co. KG in München. Synchronregie führte Kai Taschner, welcher auch für das Dialogbuch verantwortlich war.
| Rolle                          | Originalsprecher | Deutsche Synchronsprecher |
| ------------------------------ | ---------------- | ------------------------- |
| Vito Scaletta                  | Rick Pasqualone  | Alexander Brem            |
| Joe Barbaro                    | Bobby Costanzo   | Torsten Münchow           |
| Henry Tomasino                 | Sonny Marinelli  | Walter von Hauff          |
| Edoardo „Eddie“ Scarpa         | Joe Hanna        | Ekkehardt Belle           |
| Luca Gurino                    | Andre Sogliuzzo  | Christian Schult          |
| Federico „Fat Derek“ Papalardo | Robert Costanzo  | Hartmut Neugebauer        |
| Stephen Coyne                  | Mark Mintz       | Christoph Jablonka        |
| Alberto Clemente               | Nolan North      | Ulf J. Söhmisch           |
| Carlo Falcone                  | Andre Sogliuzzo  | Thomas Rauscher           |
| Frank Vinci                    | Larry Kenney     | Willi Röbke               |
| Leone „Leo“ Galante            | Anthony Patellis | Norbert Gastell           |
| Marty                          | Jason Spisak     | Benedikt Gutjan           |
| Mike Brusky                    | John Mariano     | Gudo Hoegel               |
| Harry                          | Joe Sabatino     | Crock Krumbiegel          |
| Giuseppe Palminteri            | Rick Pasqualone  | Andreas Borcherding       |
| Brian O’Neill                  | Liam O’Brien     | Ole Pfennig               |
| Bruno Levine                   | Michael Ingram   | Reinhard Brock            |
| Francesca Scaletta             | Jeannie Elias    | Shandra Schadt            |
| Maria Scaletta                 | Joan Copeland    | Ruth Küllenberg           |
| Mr. Wong                       | James Sie        | Erich Ludwig              |
| Tony Balls                     | Phil Idrissi     | Thomas Albus              |
| Harvey Beans                   | Jerry Sroka      | Kai Taschner              |
| Andreas „El Greco“ Karafantis  | John Mariano     | Kai Taschner              |
| Pepé Costa                     | John Cygan       | Oliver Mink               |
| Thomas Angelo                  | Michael Sorvino  | Erich Ludwig              |
| Jimmy                          | k. A.            | k. A.                     |

In weiteren Rollen finden sich noch Sonja Reichelt, Manfred Erdmann, Marieke Oeffinger, Tobias Lelle, Gerhard Acktun, Thomas Rau, Stefan Günther, Andreas Neumann, Ilona Grandke, Beate Pfeiffer und Matthias Klie.

### Soundtrack
Mafia II enthält einen Soundtrack, der von der Prager FILMharmonie eingespielt wird. Außerdem gibt es drei verschiedene Radiosender (Empire Central Radio, Empire Classic Radio und Delta Radio) die mit über 100 Songs der 40er und 50er nicht nur im Fahrzeug gehört werden können, sondern ihren Weg auch in verschiedene Lokalitäten finden. Neben Doris Day und Bing Crosby sind auch Lieder von Dean Martin und Louis Prima enthalten.

### Zusätzliche Inhalte
Für das Hauptspiel existiert eine Reihe zusätzlicher Inhalte, bei Steam als DLC bezeichnet. Die Pakete Vegas Pack, Renegade Pack, War Hero Pack und Greaser Pack sind für PC, PS3 und Xbox erhältlich. Sie wurden in Deutschland zunächst exklusiv an Vorbesteller bestimmter Handelsketten ausgegeben und erst ab 28. September 2010 bei Steam zum Kauf angeboten. Sie ergänzen das Spiel um ein oder zwei zusätzliche Autos und ein oder zwei zusätzliche Kleidungsstile für die Hauptfigur. Das Made Man Pack hat ebenfalls diesen Umfang, ist für dieselben Plattformen verfügbar und wird ausschließlich zusammen mit der Collector's Edition des Spiels verkauft. Die Downloadpakete Jimmy's Vendetta und Betrayal of Jimmy fügen dem Spiel hingegen eine neue Figur und neue Missionen hinzu. Die Erweiterung Joe's Adventures erschien am 23. November 2010 für PC, PlayStation 3 und Xbox 360. Man erfüllt neue Missionen aus der Sicht von Vitos Freund Joe Barbaro in der Zeit in der Vito im Gefängnis sitzt. Insgesamt handelt es sich um drei zusätzliche Story-Packs und vier sogenannte Style-Packs. Im März 2011 erschien für PC, PS3 (Platinum-Reihe) und Xbox eine Directors-Cut-Version von Mafia II, welcher neben dem Hauptspiel zusätzlich alle bislang verfügbaren Downloadinhalte (DLC) enthält.

### Mehrspieler-Modifikation
Am 12. Juni 2012 wurde die Betaversion einer Modifikation, die dem Spiel einen Mehrspieler-Modus hinzufügt, angekündigt.

### Demo
Am 10. August 2010 wurde eine Demo veröffentlicht, die die Mission „The Buzzsaw“ in leicht veränderter Form beinhaltet und zehn Minuten freie Spielzeit in einem westlichen Teil von Empire Bay bietet. Die Demo war für den PC über Steam herunterladbar. Besitzer einer PlayStation 3 konnten sich die Demo aus dem PlayStation-Store herunterladen, wobei die Demoversion wegen der USK-18-Einstufung allerdings nicht im deutschen PlayStation-Store erhältlich war. Besitzer einer Xbox 360 konnten die Demo vom XBox-Live-Marktplatz herunterladen, falls sie im Besitz einer Goldmitgliedschaft waren.

### Nachfolger
Am 28. Juli 2015 wurde Mafia III offiziell angekündigt. 2K Games fungiert bei diesem Spiel wieder als Publisher, allerdings wurde zwischenzeitlich die Schließung von 2K Czech angekündigt, daher übernimmt nun Hangar 13 die Entwicklung. Eine erste Präsentation fand im Rahmen der Gamescom am 5. August 2015 statt. Mafia III wurde am 7. Oktober 2016 veröffentlicht.

## Rezeption
Mafia II erhielt von der Special-Interest-Presse durchgehend gute Wertungen im Bereich der 85 %, erreicht laut Kritikern aber nicht die Qualität von Grand Theft Auto IV. GameStar vergab 85 % und bezeichnet den Titel als „Gangster-Epos mit toller Story“. PC Games, GamePro und die Website 4Players vergaben ebenfalls 85 %. Computer Bild Spiele beurteilte Mafia II als gut (1,80). In den Reviews wurde Mafia II für seine Grafik, Missionen, Musik, Geschichte und die Atmosphäre gelobt. Negativ fielen die oft zu weit auseinanderliegenden Checkpoints und die verbesserungswürdige KI auf. GamePro bemängelte, dass die offene Spielwelt nicht genutzt wird. Zusätzlich wurde die Szene, in der Henry Tomasino von den Triaden ermordet wird, als unangemessen und verstörend für einige Spieler kritisiert.